# Le Coup d’État du 2 Décembre (téléfilm)
Pour plus de détails, voir Fiche technique et Distribution.
Le Coup d’État du 2 Décembre est un téléfilm réalisé pour la télévision française en 1978 et faisant partie de la série Les Grandes Conjurations, reconstitution historique qui retrace les événements du coup d'État du 2 décembre 1851 qui aboutit au Second Empire.